# Richard Veenstra (componist)
Richard Veenstra (Veendam, 29 juni 1981) is een hedendaags componist uit Nederland, vooral gericht op elektronische muziek. Hij componeert ook voor film, theater en andere media.
Van 2000 tot 2004 studeerde Veenstra aan het Noord Nederlands Conservatorium en was onder andere lid van de experimentele technoact Antapnux.
In 2006 behaalde hij zijn Postgraduate Diploma in Composition in Contexts aan de faculteit Kunst, Media en Technologie (HKU Hilversum).
Veenstra heeft soundtracks gemaakt voor korte films als Steven, Aftellen en Dood Spoor en composities voor de NPS (Nederlandse Programma Stichting) en theatergroep Olislaegers&co. In 2006 en 2007 was Veenstra verantwoordelijk voor de composities voor het Gala van de Nederlandse Dans, de officiële opening van de Nederlandse Dansdagen. Veenstra is ook helft van producers duo Sonic Me (remixes, producties en radioshows).
In 2006 heeft Veenstra getoerd met The Driplets (Drillem, Riplets en DJ Lady Aida).